# Chobits
A Chobits (ちょびっツ; Csobiccu; Hepburn: Chobittsu) japán manga- és animesorozat, szerzője a Clamp mangarajzoló csoport. A manga a Kodansha kiadó Young magazinjában jelent meg 2001 februárja és 2002 novembere között, majd egy 26 részes anime tv-sorozat is készült belőle.

## Történet
A történet egy Motoszuva Hideki nevű átlagos vidéki fiúról szól. Főiskolára szeretne járni, de a felvételin megbukott, ezért az előkészítő iskolában marad. A város kirakataiban egyszer csak felfigyel a gyönyörű persocomokra. A persocomok egyéni személyi számítógépek, többségük emberi formájú. Hideki körül szinte mindenkinek van persocomja, ő is nagyon szeretne egyet. Egy kidobott persocomot talál, akit hazavisz a lakásába. Sok kínlódás után sikerül bekapcsolnia, de a persocom adatok hiánya miatt szinte semmit sem tud, és beszélni is csak hiányosan, csupán egyetlen szót mondogat: „csí”. Ezért Hideki elnevezi Csínek.

## Szereplők
- Motoszuva Hideki
- Csí/Elda
- Sinbo Hiromu
- Szumomo
- Ómura Jumi
- Simizu Takako
- Hibija Csitosze
- Kokubundzsi Minoru
- Juzuki
- Dita
- Zima
- Kotoko
- Kodzsima Josijuki
- Ueda Hirojaszu
- Freja